# Маньяни, Андреа
Андреа Маньяни (итал. Andrea Magnani; род. 1971, Римини, Италия) — итальянский кинорежиссёр и сценарист.

## Биография
Родился в крупном итальянском курортном городе Римини. Высшее образование получил в области политических наук.
В 2002 году обратился к кинематографии и работал некоторое время как сценарист фильмов, а также на телевидении.
Позднее начал режиссёрскую карьеру в области документальных и короткометражных фильмов. Его работа «Basta guardarmi» (2006) получил высокую оценку на Всемирном кинофестивале в Монреале и Giffoni Film Festival. Фильм «Caffè Trieste» (2009) получил премию как лучший документальный фильм на кинофестивале в Триесте (Zone di Cinema).
Первый художественный комедийный фильм «Easy» был с интересом встречен на кинофестивале в Локарно, а также на фестивале «Любовь и анархия», проходившем в Хельсинки.

## Фильмография
режиссёр
- 2017 — Easy
- 2014 — Our American Days
- 2011 — L’ispettore Coliandro
- 2009 — Caffè Trieste
- 2008 — Le ragazze di Trieste / «Девушка с Триеста»
- 2006 — Basta guardarmi